# 多様式主義
多様式主義（たようしきしゅぎ、多様主義、ポリスタイリズム、Polystylism）とは、複数のジャンルや技法を使う潮流。

## 概略
ポストモダンの特徴と見なされるアルフレート・シュニトケがロシアの先駆者である。ほかにはイタリアのブルーノ・マデルナによる『ドン・ペルリンプリン』、ニッコロ・カスティリオーニの『鏡を通して』、ベルント・アロイス・ツィンマーマンの『ユビュ王の晩餐時の音楽』など実行例は1950年代末から1960年代にかけて広く存在していたが、シュニトケがポリスタイリズムであることをマスコミ各社に話してから、1970年代の大きな潮流として世界中に流行した。
現代音楽の作曲家の中で多様式主義として名前が挙げれる作曲家には、シアラン・ファレル（Ciarán Farrell）、レーラ・アウエルバッハ、イツハク・イエディッド、ソフィア・グバイドゥーリナ、ジョージ・ロックバーグ、ジャンゴ・ベイツ（Django Bates）、ジョン・ゾーンらがいる。しかし、グバイドゥーリナは自分の作品がそう呼ばれることを拒否している 。
現在は流行ではなくなったものの、過去の音楽作品を自作に折衷させるのはタブーでも何でもなくなっている。シモン・ステン＝アナーセンのピアノ協奏曲のように「8Mの高さから落として破壊したピアノでベートーヴェンを弾く」など形を変えて生き残っている。